# Mette Brandt Nielsen
Mette Brandt Nielsen (født 27. marts 1998) er en dansk håndboldspiller, som spiller for EH Aalborg i 1. division.